# Un catastrofico successo
Un catastrofico successo è una serie televisiva americana del network televisivo ABC, ideata da David Lynch e Mark Frost. Negli Stati Uniti furono trasmessi solo tre dei sette episodi che ne furono girati. L'intera serie è stata invece trasmessa nei Paesi Bassi dalla VPRO e in Italia da Telemontecarlo, dal 13 marzo al 30 aprile 1993, ogni venerdì alle 21:00.
Gli episodi raccontano gli albori di una stazione televisiva degli anni cinquanta che cerca di produrre un varietà dal titolo "The Lester Guy Show" con risultati disastrosi. I registi dei sette episodi erano David Lynch, Mark Frost, Jack Fisk, Jonathan Sanger, Lesli Linka Glatter e Betty Thomas.